# Національна бібліотека Бразилії
Національна бібліотека Бразилії (порт. Biblioteca Nacional do Brasil) — бібліотека в місті Ріо-де-Жанейро, заснована 1810 року. Розташована у сквері Сінеландія (площа Флоріанові Пейшоту), поруч розташовуються Національний музей образотворчих мистецтв і Міський театр. Це найбільша бібліотека Латинської Америки, її фонд нараховує більше 9 млн одиниць зберігання.

## Історія

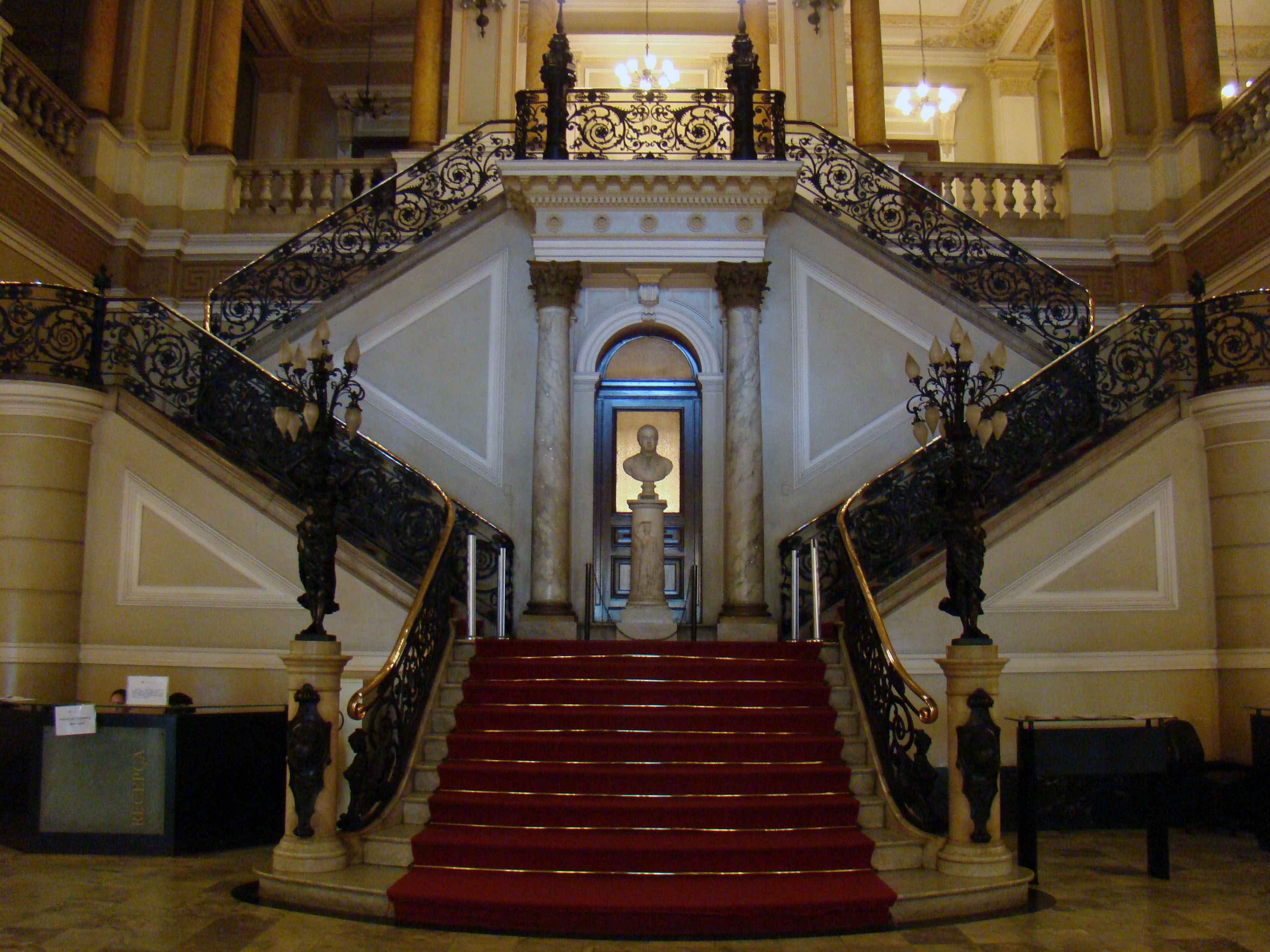
Парадні сходи бібліотеки

Історія бібліотеки бере свій початок задовго до її урочистого відкриття. Лісабонський землетрус 1755 року, що призвів до катастрофічних руйнувань у столиці Португалії Лісабоні, спричинив пожежу й завдав величезних збитків Королівській бібліотеці (порт. Real Livraria), яка на той час вважалася однією з найбагатших в Європі.
Король Португалії Жозе I розпорядився почати роботу з відновлення бібліотечних фондів, а саму бібліотеки було організовано в Palácio da Ajuda. У 1807 році бібліотека вже мала 60 000 томів, серед яких були інкунабули та інші рідкісні видання, але також колекція мап, монет, медалей. 1808 року все це зібрання було перевезене до Бразилії, куди втекла королівська родина, рятуючись від французького війська Наполеона, що вдерлось в Португалію.
Фонди перевозилися за три етапи, й перша частина з 1810 року була розміщена у шпиталі Ордену Тринітаріїв. Офіційною датою заснування бібліотеки як філії Національної бібліотеки Португалії вважається 29 жовтня 1810 року. Нове приміщення для бібліотеки було відкрито 1813 року, коли й було завершено перевезення фондів.
1822 року, після проголошення Бразилією незалежності, бібліотека перейшла у власність новоутвореної держави, що було підтверджено договором з Португалією від 29 серпня 1825 року. Королівська родина, за цією угодою, одержала як відшкодування 2 млн фунтів стерлінгів.
1858 року бібліотека переїхала за адресою la Vía do Passeio № 60, зараз у цьому приміщенні розташована музична школа Федерального університету Ріо-де-Жанейро. Теперішнє приміщення, що поєднує в собі елементи неокласицизму й модерну, було урочисто відкрите 29 жовтня 1910 року.

## Обов'язковий примірник
Обов'язковий примірник всіх португальських видань почав надходити до бібліотеки ще з часу її заснування, та законодавчо це було закріплено лише на початку XX століття. Так 1907 року, згідно з президентським декретом № 1825 бібліотека мала поповнюватися обов'язковими примірниками видань, випущених в Бразилії.
2004 року положення цього декрету було внесено до закону № 10 994, в якому, зокрема, сказано, що закон про обов'язковий примірник «сприятиме обліку та збереженню національної інтелектуальної продукції, захисту й збереженню національної культури і мови».